# معنویت سکولار
معنویت سکولار به معنی پایبندی به فلسفه‌ی معنوی فارغ از تعهد به یک دین است. معنویت سکولار، به جای پرداختن به خواست خداوند در آنچه که ادیان ابراهیمی مانند یهودیت ، مسیحیت و اسلام روایت کرده‌اند، بر رشد شخصی و آرامش درونی فرد تأکید دارد. برخی بر این باورند که بودیسم را می‌توان یک نسخه‌ی کهن از معنویت سکولار به‌شمار آورد. معنویت سکولار را می‌توان جستجوی معنی خارج از یک نهاد مذهبی عنوان کرد که در برگیرنده‌ی رابطه‌ی شخص با خود، طبیعت و هرآنچه که فرد آن را متعالی می‌داند، باشد. می‌توان هدف از معنویت سکولار را شاد زیستن یا کمک به دیگران دانست.
از  سی سالمن، فیلسوف آمریکایی نقل شده است که معنویت با دین نیز همبستگی دارد و با علم یا دیدگاه علمی مغایرت ندارد. معنویتِ طبیعت‌گرا، معنویتی است که به «دنیای دیگر» نیاز ندارد. تکامل و معنویت یکی از اهداف و شاید هدف نهایی فلسفه است. از نظر کورنل د. تویت (Cornel Du Toit)؛ رئیس انستیتوی تحقیقات الهیات و دین در دانشگاه آفریقای جنوبی؛ معنویتِ سکولار از این نظر منحصر به فرد است که با دیدگاه‌ها، عقاید و شیوه‌های زندگی مدرن سازگار است.
مصادیق معنویت سکولار به‌طور متفاوتی بیان می‌شوند، زیرا می‌توان موارد «حیرت» را از طریق تنوع محیط و موقعیت‌های بی‌نظیر پروراند. در قرن بیست و یکم، افراد به‌طور فزاینده‌ای از طریق فناوری با معنویت سکولار ارتباط برقرار می‌کنند. برای مثال برخی از اعمال سنتی مذهبی توسط پزشکان سکولار تحت درک‌های کاملاً معنوی، مانند یوگا و مراقبه ذهن‌آگاهی سازگار شده‌است. معنویتِ سکولار بر آموزش، روابط با طبیعت و اجتماع مشترک تأثیر دارد.

## تعریف معنویت سکولار
معنویت سکولار بر ویژگی‌های انسانی مانند عشق، شفقت، صبر، گذشت، مسئولیت، همکاری و غم‌خواری برای دیگران تأکید دارد.
کورنل د. تویت استدلال می‌کند جنبه‌هایی از زندگی و تجربه‌ی بشری که فراتر از یک نگاه صرفاً مادی‌گرایانه به جهان هستند، معنوی لحاظ می‌شوند. معنویت نیازی به یک واقعیت ماوراء طبیعی ندارد.
مراقبه را می‌توان به منظور پرورش و تقویت همدلی فرد و مدیریت محرک‌های خودخواهانه رفتار با خلوص و بخشش انجام داد. این عمل مفید را می‌توان بدون هیچ‌گونه تفسیر یا توضیح ماوراء طبیعی تجربه کرد.
معنویت با این تفسیر می‌تواند مسئله پرورش افکار، عواطف، گفتارها و کارهای سازگار با این عقیده‌ باشد که همه چیز در جهان به هم وابسته‌ است.
با این حال منتقدان بر این باور  معتقدند که چون «معنویتِ سکولار» به مفهوم خداباوری، ماوراء طبیعی یا هرگونه ساختار در جهان اشاره نمی‌کند نمی‌توان آن را معنویت دانست. آن‌ها معتقدند بدون برخی از عناصر غیر عرفی یا ماوراء طبیعی معنویت، چیزی نیست جز یک مترادف برای اومانیسم.